# Helmholtzova společnost
Helmholtzova společnost, plným názvem Helmholtzova společnost německých výzkumných center (německy: Helmholtz-Gemeinschaft Deutscher Forschungszentren) je německá vědecká organizace. Sdružuje osmnáct technologických a biologických výzkumných ústavů, včetně například Německého střediska pro letectví a kosmonautiku. Nazvána je po německém lékaři Hermannu von Helmholtzovi. Podle Nature Indexu, měřícího množství publikovaných článků v prestižním časopise Nature, je šestou nejvýznamnější vědeckou institucí na světě (údaje k roku 2021). Roční rozpočet společnosti je 4,56 miliardy eur, z čehož asi 72 % pochází z veřejných zdrojů. Veřejné prostředky poskytuje spolková vláda (90 %) a zbytek vlády jednotlivých německých států (10 %). Hlavní sídlo je v Berlíně, další kanceláře má společnost v Bonnu, Bruselu, Moskvě, Pekingu a Tel Avivu.